# Noblella lynchi
Noblella lynchi s una especie de anfibio anuro de la familia Strabomantidae. Es  endémica de Perú.